# Donald Canfield
Pour les articles homonymes, voir Canfield.
Donald Eugene Canfield (né en 1957) est un géologue et professeur d'écologie à l'Université du Danemark du Sud, connu pour ses travaux sur la chimie des océans,,,,. Il a conçu un modèle océanique qui porte son nom (le modèle océanique de Canfield) décrivant un océan sulfureux partiellement anoxique qui aurait existé à partir de l'Archéen jusqu'à l'Édiacarien.

## Formation académique
Donald Canield a fait ses études à l'Université de Miami et à l'Université Yale où il a obtenu un doctorat pour la recherche sur la diagenèse dans les sédiments marins supervisée par Robert Berner en 1988,,,.

## Carrière et recherche
Depuis août 2006 Canfield est le directeur du Nordic Center for Earth Evolution (NordCEE) et travaille à l'Université du Danemark du Sud. Ses recherches portent sur la géobiologie de la chimie des océans (en),,,,,. Avant d'occuper son poste actuel, il a travaillé au Ames Research Center, à l'Université d'Aarhus, à l'Université du Michigan, à l'Institut Max-Planck de microbiologie marine, en Allemagne et au Georgia Institute of Technology.

## Prix et distinctions
Canfield a été élu membre de l'Académie nationale des sciences en 2007. Il a reçu la médaille Vladimir-Vernadski de l'Union européenne des géosciences en 2010,.